# Criterio di specialità
Il criterio di specialità risolve l'antinomia che si crea tra due disposizioni normative. Questo criterio stabilisce la preferenza della legge speciale su quella avente carattere generale, anche se successiva, secondo il principio derivato dal brocardo latino lex specialis derogat legi generali; lex posterior generalis non derogat legi priori speciali, ossia "la legge speciale deroga quella generale, la legge generale posteriore non deroga la precedente speciale".

## Nel conflitto di norme
Questo principio ha molta rilevanza nel risolvere casi in cui due o più leggi possano regolare lo stesso fatto giuridico, e quindi vi siano dubbi su quale decisione adottare.
Questo criterio stabilisce pertanto la supremazia delle leggi speciali sul codice civile, e delle leggi riguardanti un preciso settore su quelle generiche.

## Nel conflitto tra previsioni sanzionatorie
Le Sezioni unite della Cassazione con la sentenza n. 1963 del 21 gennaio 2011 hanno precisato che il principio di specialità, quale criterio di soluzione dell'eventuale concorso tra norme penali incriminatici e norme amministrative sanzionatorie, presuppone il confronto strutturale tra le rispettive fattispecie astratte.
L'applicazione del criterio ha rilevanza per l'interprete, anche ai fini dell'applicazione del principio di irretroattività e della valutazione della legislazione regionale concorrente